# Santiago Morales (futbolista estadounidense)
Santiago Morales (Santa Cruz de Tenerife, 9 de febrero de 2007) es un futbolista español, nacionalizado estadounidense, que juega de centrocampista para el Inter de Miami de la Major League Soccer. Es hijo del también futbolista Javier Morales.

## Biografía
Tras empezar a formarse como futbolista en las categorías inferiores del Inter de Miami, finalmente fue convocado por el primer equipo en la temporada de 2022, haciendo su debut el 3 de marzo de 2025 en la Major League Soccer contra el Houston Dynamo FC tras sustituir a Sergio Busquets en el minuto 82.

## Clubes
| Club              | País           | Año   | Partidos | Goles |
| ----------------- | -------------- | ----- | -------- | ----- |
| Inter de Miami II | Estados Unidos | 2022- | 37       | 6     |
| Inter de Miami    | Estados Unidos | 2025- | 3        | 0     |